# Psorophora albigenu
Psorophora albigenu är en tvåvingeart som först beskrevs av Peryassu 1908.  Psorophora albigenu ingår i släktet Psorophora och familjen stickmyggor. Inga underarter finns listade i Catalogue of Life.